# Богачёвка (Крым)
Богачёвка (до 1948 года Байсары́; укр. Богачі́вка, крымскотат. Bay Sarı, Бай Сары) — село в Красноперекопском районе Республики Крым, в составе Магазинского сельского поселения (согласно административно-территориальному делению Украины — Магазинского сельского совета Автономной Республики Крым).

## Население
| 2001 | 2014 |
| ---- | ---- |
| 101  | ↘57  |

Всеукраинская перепись 2001 года показала следующее распределение по носителям языка
| Язык             | Процент |
| ---------------- | ------- |
| русский          | 59.41   |
| украинский       | 21.78   |
| крымскотатарский | 18.81   |

### Динамика численности
| - 1805 год — 97 чел. - 1915 год — 0/11 чел. - 1926 год — 121 чел. - 1939 год — 139 чел. | - 1989 год — 93 чел. - 2001 год — 101 чел. - 2009 год — 89 чел. - 2014 год — 57 чел. |

## Современное состояние
На 2017 год в Богачёвке числится 3 улицы: В.Дейнеки, Калинина (названа в честь совершившего подвиг в районе села Героя Советского Союза Владимира Калинина) и Сивашская; на 2009 год, по данным сельсовета, село занимало площадь 52,8 гектара, на которой в 37 дворах проживало 89 человек.

## География
Богачёвка расположена на востоке района, у границы с Джанкойским — самое восточное село района. Расположено у южного берега озера Айгульское. Высота центра села над уровнем моря — 5 м. Ближайшие сёла: Новоалександровка в 2 км на запад и сёла Джанкойского района — Целинное в 4,5 км на северо-восток и Выпасное в 4,5 км на юго-восток. Расстояние до райцентра — около 30 километров, ближайшая железнодорожная станция — Пахаревка (на линии Джанкой — Херсон) — около 9 км. Транспортное сообщение осуществляется по региональной автодороге 35Н-282 Магазинка — Богачёвка протяжённостью 6,0 км (по украинской классификации — С-0-10711).

## История
Первое документальное упоминание села встречается в Камеральном Описании Крыма… 1784 года, судя по которому, в последний период Крымского ханства Бай Сары входил в Сакал кадылык Перекопского каймаканства. После присоединения Крыма к России (8) 19 апреля 1783 года, (8) 19 февраля 1784 года, именным указом Екатерины II сенату, на территории бывшего Крымского Ханства была образована Таврическая область и деревня была приписана к Перекопскому уезду. После Павловских реформ, с 1796 по 1802 год, входила в Перекопский уезд Новороссийской губернии. По новому административному делению, после создания 8 (20) октября 1802 года Таврической губернии, Байсары был включён в состав Джанайской волости Перекопского уезда.
По Ведомости о всех селениях, в Перекопском уезде состоящих с показанием в которой волости сколько числом дворов и душ… от 21 октября 1805 года, в деревне Баксары числилось 15 дворов, 96 крымских татар и 1 ясыр. На военно-топографической карте генерал-майора Мухина 1817 года обозначена деревня Байсар с 24 дворами. После реформы волостного деления 1829 года Байсары, согласно «Ведомости о казённых волостях Таврической губернии 1829 года», остался в составе Джанайской волости. На карте 1836 года в деревне 12 дворов. Затем, видимо, вследствие эмиграции крымских татар в Турцию, деревня заметно опустела и на карте 1842 года обозначена условным знаком «малая деревня», то есть, менее 5 дворов.
В 1860-х годах, после земской реформы Александра II, деревню включили в состав Бурлак-Таминской волости. В «Списке населённых мест Таврической губернии по сведениям 1864 года», составленном по результатам VIII ревизии 1864 года, Байсары не отмечены. По обследованиям профессора А. Н. Козловского начала 1860-х годов, в селении «… нет ни колодцев, ни запруд, ни проточных вод», имелись только копани (выкопанная на месте с близким залеганием грунтовых вод яма) глубиной от 3 до 5 саженей (от 6 до 10 м) с солоноватой водой, которая «высыхает совершенно в сухое время». Согласно «Памятной книжке Таврической губернии за 1867 год», деревня была покинута жителями в 1860—1864 годах, в результате эмиграции крымских татар, особенно массовой после Крымской войны 1853—1856 годов, в Турцию и оставалась в развалинах. На трёхверстовой карте Шуберта 1865—1876 года в деревне обозначен 1 двор.
После земской реформы 1890 года Байсары отнесли к Богемской волости. В «…Памятной книжке Таврической губернии на 1892 год» в сведениях о Богемской волости никаких данных о деревне, кроме названия, не приведено, а в «…Памятной книжке Таврической губернии на 1900 год» не записана вовсе. По Статистическому справочнику Таврической губернии. Ч.II-я. Статистический очерк, выпуск пятый Перекопский уезд, 1915 год, в Богемской волости Перекопского уезда числилась усадьба Ольги Макшеевой Байсары — 1 двор с русским населением в количестве 11 человек «посторонних» жителей, из которых 5 мужчин и 6 женщин. В усадьбе числилось 180 десятин земли. В хозяйстве имелось 12 лошадей, 120 волов, 6 коров и 10 голов мелкого скота.
После установления в Крыму Советской власти, по постановлению Крымревкома от 8 января 1921 года № 206 «Об изменении административных границ» была упразднена волостная система, Перекопский уезд переименовали в Джанкойский, в котором был образован Ишуньский район, в состав которого включили село, а в 1922 году уезды получили название округов. 11 октября 1923 года, согласно постановлению ВЦИК, в административное деление Крымской АССР были внесены изменения, в результате которых округа были отменены, Ишуньский район упразднён и село вошло в состав Джанкойского района. Согласно Списку населённых пунктов Крымской АССР по Всесоюзной переписи 17 декабря 1926 года, в селе Байсары, Ново-Александровского сельсовета Джанкойского района, числилось 25 дворов, все крестьянские, население составляло 121 человек, из них 64 русских, 56 украинцев, 1 немец. Постановлением ВЦИК от 30 октября 1930 года был восстановлен Ишуньский район и село, вместе с сельсоветом, включили в его состав. Постановлением Центрального исполнительного комитета Крымской АССР от 26 января 1938 года Ишуньский район был ликвидирован и создан Красноперекопский район с центром в поселке Армянск (по другим данным 22 февраля 1937 года). По данным всесоюзная перепись населения 1939 года в селе проживало 139 человек. На подробной карте РККА северного Крыма 1941 года в Байсарах отмечено 29 дворов.
С 25 июня 1946 года Байсары в составе Крымской области РСФСР. Указом Президиума Верховного Совета РСФСР от 18 мая 1948 года, Байсары переименовали в Богачёвку. 26 апреля 1954 года Крымская область была передана из состава РСФСР в состав УССР. С 1960 года в составе Магазинского сельсовета. По данным переписи 1989 года в селе проживало 93 человека. С 12 февраля 1991 года село в восстановленной Крымской АССР, 26 февраля 1992 года переименованной в Автономную Республику Крым. С 21 марта 2014 года в составе Крыма аннексирована Россией.